# Peristeri Indoor Hall
Il Peristeri Indoor Hall (nome completo Peristeri Indoor Hall Andreas Papandreou) è un'arena coperta situata di fianco allo Stadio comunale a Peristeri, comune della periferia nord-ovest di Atene, in Grecia. La struttura è stata inaugurata nel 1989.

## Pallacanestro
Dal 1989, anno della sua inaugurazione, ospita le partite casalinghe della locale squadra di basket, il Peristeri BC Atene, società della massima serie greca, che negli anni ha partecipato a diverse coppe europee, tra cui l'Eurolega tra il 2000 e il 2002.